# Williams Riveros
Williams Ismael Riveros Ibáñez (Asunción, 21 de noviembre de 1992) es un futbolista paraguayo. Juega como defensa central y su actual equipo es el Universitario de Deportes de la Liga 1 del Perú.

## Trayectoria
En el 2010 se probó en el Sportivo Trinidense de su natal Paraguay, en donde jugó tres temporadas. En 2013 es fichado Flandria, equipo del ascenso de Argentina, en donde terminó militando por cuatro temporadas. Tras su paso por el Flandria es contratado por Temperley cuadro con el que vivió un descenso en 2018.
A mitad de temporada llega al Delfín de Manta cuadro donde pasa a ser figura consiguiendo en el 2019 el Campeonato Ecuatoriano y el Vicecampeonato de la Copa Ecuador, donde además fue elegido en el 11 ideal.

### Barcelona SC
En 2020 es fichado por el Barcelona de Guayaquil.

### Cerro Porteño
En 2022 fue cedido a préstamo por una temporada al Club Cerro Porteño de la Primera División de Paraguay, donde disputó 14 partidos, siendo apenas tomado en cuenta durante la segunda mitad de la temporada.

### Universitario de Deportes
Para el año 2023 fue fichado por el Universitario de Deportes de la Liga 1 de Perú para disputar el torneo local y la Copa Sudamericana 2023 en calidad de préstamo. Debutó en la fecha 4 ante Unión Comercio. Su debut no seria bueno y fue criticado por su desempeño. Su rendimiento le pasó factura y no fue considerado para el siguiente partido ante Alianza Lima. Volvió a la titularidad en el encuentro ante Carlos Mannucci de Trujillo. Con la llegada del entrenador Jorge Fossati al club, Riveros tuvo una notoria mejoría. Ante Binacional, por la fecha 8 del torneo clausura, Riveros anotó el gol que serviría para que los merengues ganen en el estadio Monumental.En su primera temporada en el fútbol peruano fue titular indiscutible en plantel crema y logró salir campeón nacional al vencer en la final a Alianza Lima, obteniendo su cuarto título nacional. El 4 de diciembre renovó su contrato por 2 temporadas con el club merengue.En el 2024, logró anotar 4 goles en 34 partidos, teniendo su temporada más goleadora en el fútbol peruano. A final de año sería bicampeón nacional con el plantel crema en el año de su centenario. Para el 2025, tras la suplencia de referentes del club en la fecha 09 del Torneo Apertura saldría como capitán del plantel merengue en la victoria 3 a 1 frente a Deportivo Binacional en Juliaca.

## Clubes
Actualizado al último partido disputado el 2 de octubre de 2023.
| Club                      | País      | Año       | Part. | Goles |
| ------------------------- | --------- | --------- | ----- | ----- |
| Sportivo Trinidense       | Paraguay  | 2010      | 2     | 0     |
| Flandria                  | Argentina | 2013-2017 | 10    | 0     |
| Temperley                 | Argentina | 2017-2018 | 15    | 0     |
| Delfín S. C.              | Ecuador   | 2018-2019 | 69    | 7     |
| Barcelona S. C.           | Ecuador   | 2020-2021 | 77    | 4     |
| Cerro Porteño             | Paraguay  | 2022      | 14    | 0     |
| Universitario de Deportes | Perú      | 2023-act. | 80    | 7     |

## Participaciones internacionales
| Torneo                 | Club                      | País     | Resultado              | Part. | Goles |
| ---------------------- | ------------------------- | -------- | ---------------------- | ----- | ----- |
| Copa Libertadores 2019 | Delfín S. C.              | Ecuador  | Segunda fase           | 4     | 0     |
| Copa Libertadores 2020 | Barcelona S. C.           | Ecuador  | Fase de grupos         | 11    | 0     |
| Copa Libertadores 2021 | Barcelona S. C.           | Ecuador  | Semifinal              | 12    | 0     |
| Copa Libertadores 2022 | Cerro Porteño             | Paraguay | Octavos de final       | 4     | 0     |
| Copa Sudamericana 2023 | Universitario de Deportes | Perú     | Dieciseisavos de final | 9     | 1     |
| Copa Libertadores 2024 | Universitario de Deportes | Perú     | Fase de grupos         | 6     | 0     |

## Palmarés

### Títulos nacionales
| Título                    | Club                      | País      | Año  |
| ------------------------- | ------------------------- | --------- | ---- |
| Primera B Metropolitana   | Flandria                  | Argentina | 2016 |
| Serie A de Ecuador        | Delfín S. C.              | Ecuador   | 2019 |
| Serie A de Ecuador        | Barcelona S. C.           | Ecuador   | 2020 |
| Torneo Clausura           | Universitario de Deportes | Perú      | 2023 |
| Primera División del Perú | Universitario de Deportes | Perú      | 2023 |
| Torneo Apertura           | Universitario de Deportes | Perú      | 2024 |
| Torneo Clausura           | Universitario de Deportes | Perú      | 2024 |
| Primera División del Perú | Universitario de Deportes | Perú      | 2024 |
| Torneo Apertura           | Universitario de Deportes | Perú      | 2025 |

### Distinciones individuales
| Distinción                          | Club            | País    | Año  |
| ----------------------------------- | --------------- | ------- | ---- |
| 11 ideal del Campeonato Ecuatoriano | Delfín S. C.    | Ecuador | 2019 |
| 11 ideal del Campeonato Ecuatoriano | Barcelona S. C. | Ecuador | 2020 |
| Once Ideal de la Liga 1             | Universitario   | Perú    | 2023 |